# Teatro Sadler's Wells
Il Teatro Sadler's Wells (in inglese Sadler's Wells Theatre) è un teatro di Londra, situato in Rosebery Avenue, Clerkenwell nel London Borough of Islington. Quello attuale è il sesto teatro in questa sede dal 1683. Si compone di due spazi per le rappresentazioni: un auditorium principale con 1.500 posti a sedere ed il Lilian Baylis Studio, con ampie sale prove e strutture tecniche alloggiate anche all'interno del sito. Sadler's Wells è rinomato come uno dei locali per la danza più importanti del mondo. Così come è un palcoscenico per le compagnie in visita, il teatro è anche una casa di produzione, con un certo numero di artisti e compagnie associati che producono opere originali per il teatro. Sadler Wells è anche responsabile della gestione del Peacock Theatre nel West End.

## Storia

### Primo teatro e pleasure gardens

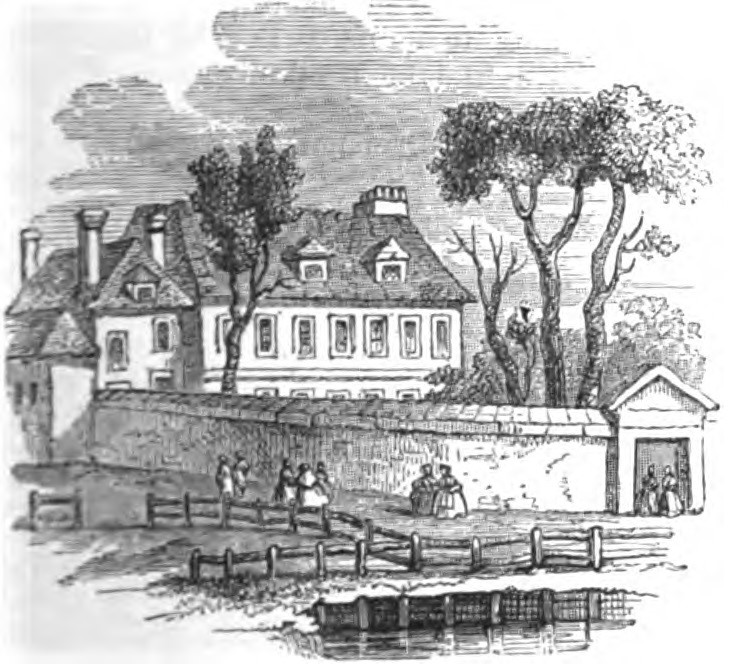
Sadler's Wells, 1745 (Robert Chambers, p.73, 1832)

Richard Sadler aprì una "Casa per la Musica" nel 1683, il secondo teatro pubblico nuovo aperto a Londra dopo la Restaurazione, il primo era il Theatre Royal, Drury Lane. Il nome Sadler Wells (pozzi) proviene dal suo nome e dalla scoperta di sorgenti di monaci sulla sua proprietà. Poiché si credeva che l'acqua del pozzo avesse proprietà medicinali, a Sadler fu chiesto di affermare che bere l'acqua dai pozzi sarebbe stato efficace contro "idropisia, ittero, scorbuto, malattia verde ed altre malattie di cui le femmine sono responsabili, ulcere, attacchi isterici, febbri delle vergini e cimurro ipocondriaco ".
Nel 1698 Thomas Guidott, un dottore in medicina che rese popolari le acque di Bath, Somerset, scrisse quello che ha definito "Un resoconto vero ed esatto del Sadler's Well, o Le nuove acque minerali ultimamente scoperte a Islington, spiegando la loro natura e le loro virtù: insieme ad una enumerazione delle principali malattie per le quali fanno bene e contro le quali possono essere utilizzate e in che modo e ordine assumerle".
Questo ha portato le proprietà salutari delle acque minerali all'attenzione nazionale, e da tutta la Nazione una clientela aristocratica ne fu subito attratta. Così, questa posizione ancora piuttosto rurale divenne famosa sia per l'acqua che per la musica, ma come più venivano scavati pozzi più l'esclusività del Sadler's Wells diminuiva, così ha fatto la qualità del divertimento proposto, insieme alla qualità dei clienti che erano descritti come "parassiti buoni per la forca" da un contemporaneo, mentre, dal 1711, Sadler's Wells è stato caratterizzato come "un vivaio di dissolutezza."
Dalla metà dell'VIII secolo l'esistenza di due Teatri Reali, in Covent Garden e Drury Lane, limitò gravemente la possibilità di altri teatri di Londra di eseguire un qualsiasi spettacolo combinato con musica e il Sadler's Wells continuò la sua spirale verso il basso.

### Secondo e terzo teatro
Dal momento che i Teatri Reali si limitavano ad operare durante l'autunno e l'inverno, il Sadler's Wells riempì il vuoto nel mercato dell'intrattenimento con la sua stagione estiva, tradizionalmente lanciata il lunedì di Pasqua. 
Thomas Rosoman, direttore 1746-1771, determinò il pedigree del Wells per la produzione di opere e supervisionò la costruzione di un nuovo teatro in pietra, in sole sette settimane - ad un costo di £ 4.225; aprì nell'aprile del 1765.
Il 16 aprile 1750 avviene la prima assoluta di The Sacrifice of Iphigenia di Thomas Augustine Arne.
Nella seconda metà del XVIII secolo i teatri presentavano un'ampia gamma di produzioni. Ci sono stati lavori di tipo patriottico e rievocazioni storiche, come "A Fig for the French", che fu prodotto per alzare il morale nazionale dopo una pesante sconfitta britannica in una di battaglia navale al largo di Grenada per mano delle flotte francesi e spagnole. Uno spettacolo eccitante che raccontava la caduta della Bastiglia si guadagnò una recensione fantastica dal giornale precedentemente ostile, il Public Advertiser: "... scene più fini e di maggiore effetto non sono mai state prodotte in qualsiasi teatro da molti anni".

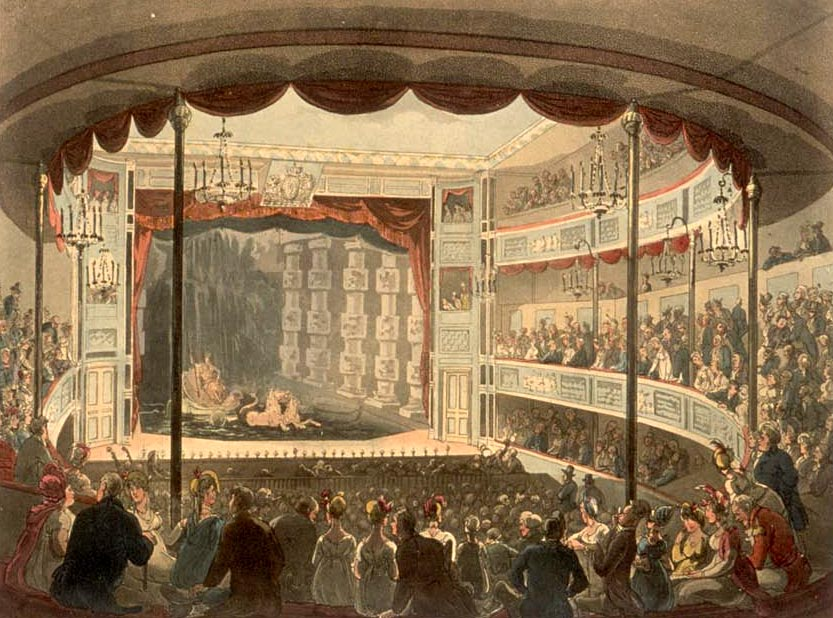
Uno spettacolo al Sadler's Wells, circa 1808.

Durante i primi anni del XIX secolo, molti attori famosi si sono esibiti nel teatro, tra i quali Edmund Kean, così come comici popolari come Joseph Grimaldi, che con tutte le sue doti di attore drammatico, è ricordato come il creatore di "Joey il Clown" completo con le mezzelune rosse su entrambe le guance. Tuttavia, il periodo fu caratterizzato da molti ubriachi fra il pubblico ed un comportamento villano, tanto che la sede rurale chiese alla direzione di fornire una scorta per gli ascoltatori dopo il tramonto per condurli nel centro di Londra.
Con la costruzione di un grande serbatoio, alimentato dal vicino New River, fu utilizzato un Teatro Acquatico per mettere in scena melodrammi navali stravaganti, come L'assedio di Gibilterra. Il teatro presentò anche gli adattamenti di successo di romanzi popolari del tempo, come A Christmas Carol, The Old Curiosity Shop, che furono dati nel mese di gennaio 1841.
Proprio mentre il Sadler's Wells sembrava nel suo momento più basso, arrivò un campione inaspettato sotto forma del capocomico Samuel Phelps. Il suo avvento coincise con l'emanazione del Theatres Act 1843, che ruppe il duopolio dei Teatri Reali nel dramma e così Phelps fu in grado di introdurre una programmazione di Shakespeare al Wells. Le sue produzioni (1844-1862), in particolare di Macbeth (1844), Antonio e Cleopatra (1849) e Pericle (1854), furono molto ammirate. La nota attrice Isabella Glyn fece la sua prima notevole apparizione come Lady Macbeth, in questa fase.
Nella seconda metà del XIX secolo il pendolo oscillò indietro verso il melodramma, dal 1860. Questo periodo della storia del teatro è affettuosamente raffigurata nella commedia di Pinero Trelawny of the 'Wells' (1898), che ritrae il Sadler's Wells come fuori dalla nuova moda del realismo. Il teatro andò sempre più giù fino a quando, nel 1875, furono proposte idee di trasformarlo in un luogo per bagni e, per un po', si andò incontro alla nuova mania del pattinaggio a rotelle ed il teatro fu trasformato in una pista di pattinaggio a rotelle e poi in un'arena per gli incontri di pugilato. Il teatro fu condannato come una struttura pericolosa nel 1878.

### Quarto teatro

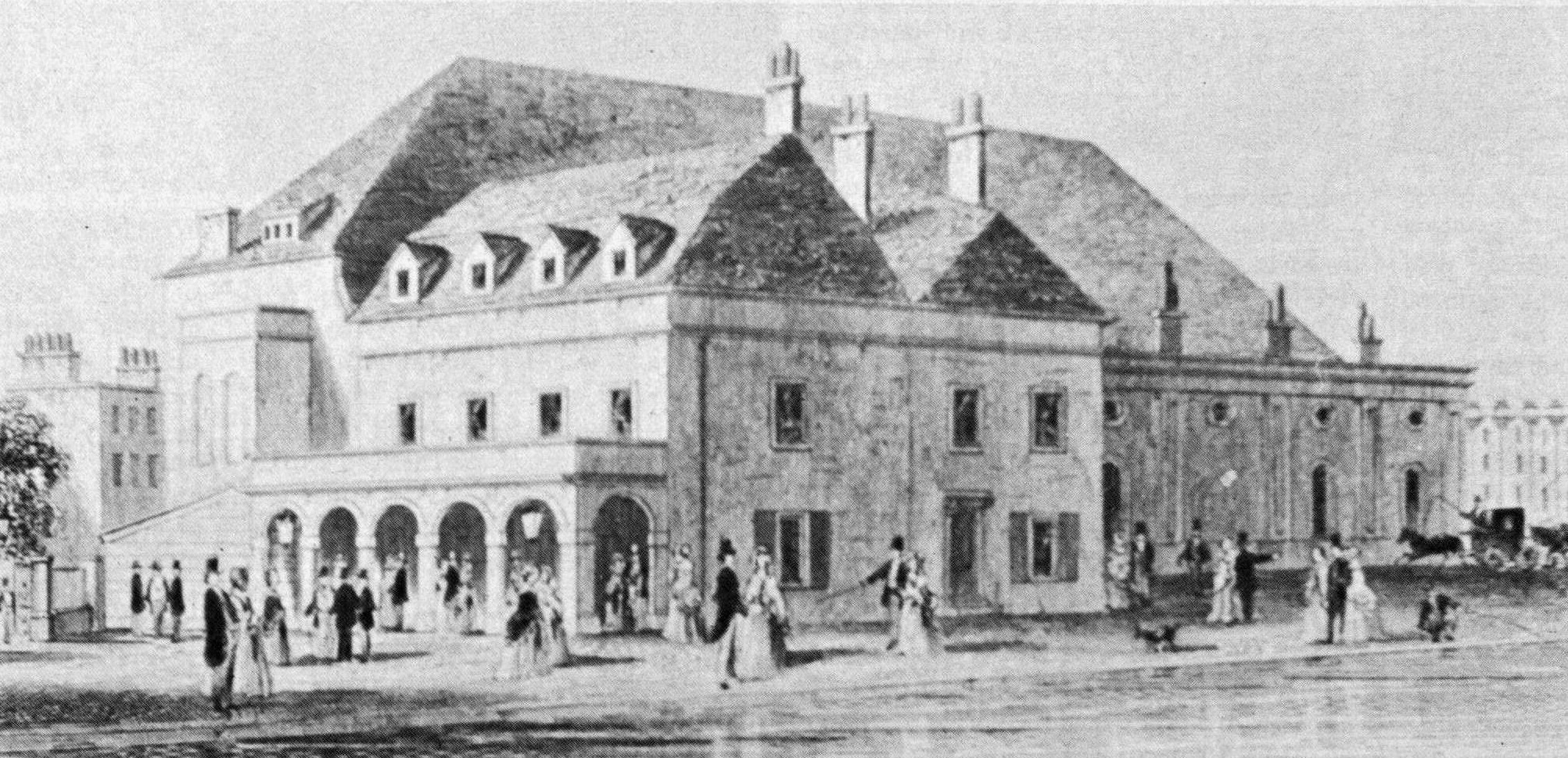
Sadler's Wells in 1879

Dopo la riapertura come teatro nel 1879, diventò una sala da musica presentando artisti come Marie Lloyd e Harry Champion. Roy Redgrave, fondatore della dinastia teatrale, apparve anche lì.
Nel 1896, il teatro fu trasformato in un cinema. I clienti erano stupiti dalle immagini in movimento del Teatro grafico con un filmato di Persimmon che vinceva il Derby di Epsom e una vignetta sbarazzina dal titolo "Il soldato e la sua dolce metà si abbracciano su un sedile".
Dopo un susseguirsi di gestioni nel XX secolo, il teatro divenne sempre più fatiscente e chiuse nel 1915.

### Quinto teatro

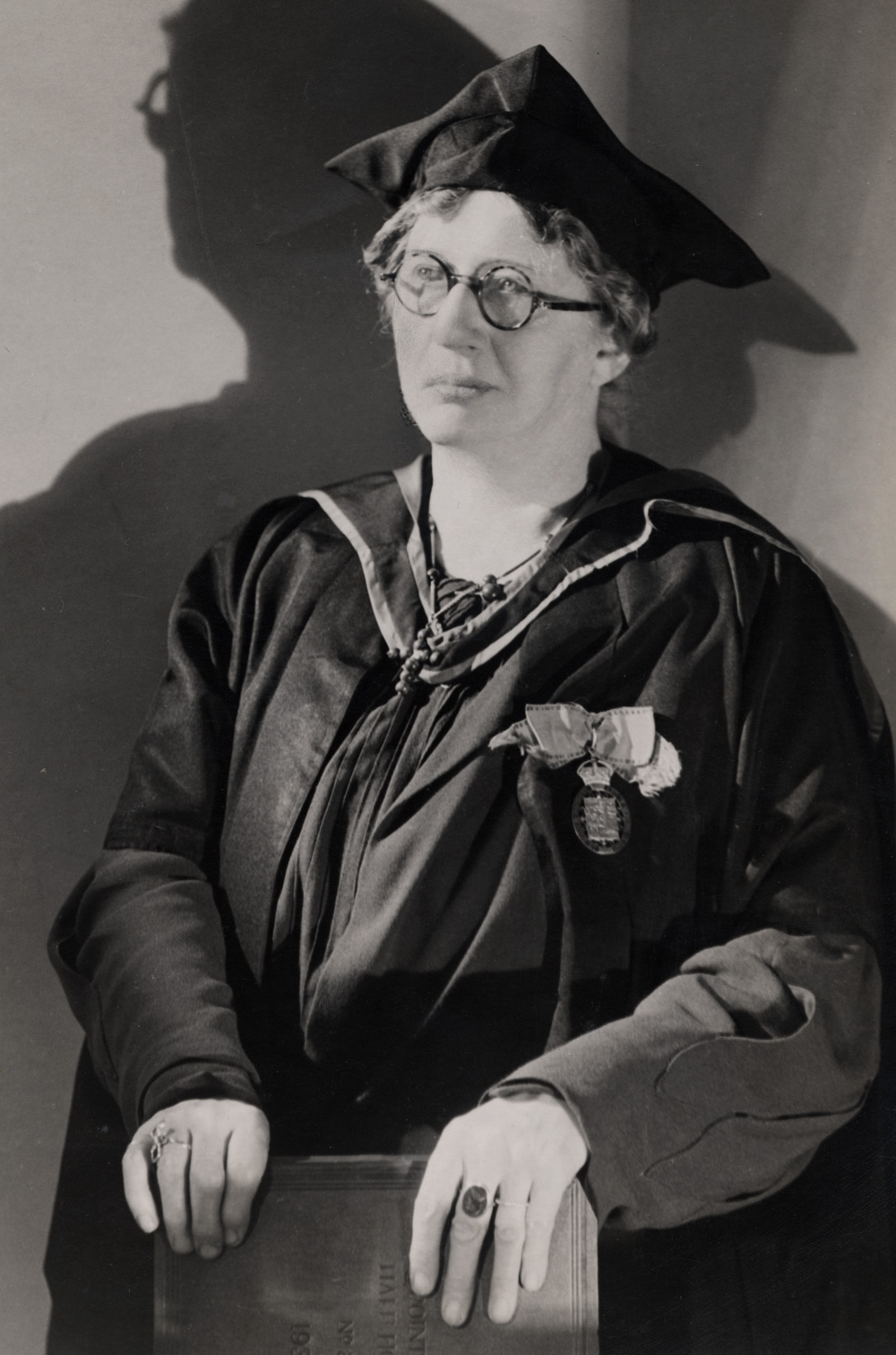
Lilian Baylis, creatrice del quinto teatro Sadler's Wells

Nel 1925 la titolare del teatro Old Vic, Lilian Baylis, sentiva che le sue produzioni di opere e teatro avevano bisogno di espandersi. Quello stesso anno invitò il Duca di Devonshire a fare un appello pubblico per raccogliere fondi per creare una fondazione di beneficenza per comprare il Sadler's Wells per la nazione. Il comitato di appello comprendeva personalità diverse e veramente influenti come Winston Churchill, Stanley Baldwin, Gilbert Keith Chesterton, John Galsworthy, Ethel Smyth e Sir Thomas Beecham. Non passò molto tempo prima che fossero stati messi insieme abbastanza fondi per acquistare la piena proprietà.

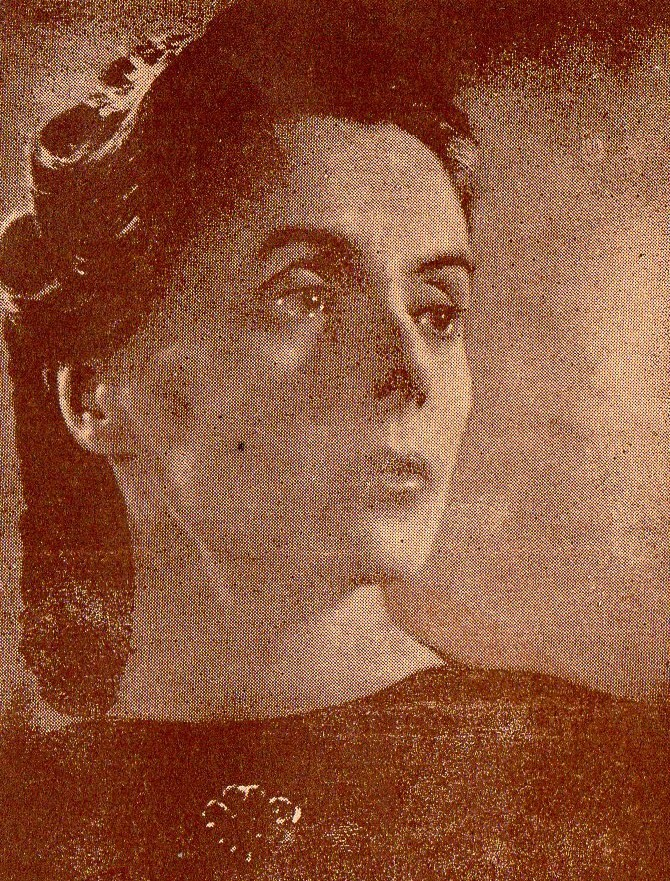
Ninette de Valois, Poznan

Sempre nel 1925 Baylis iniziò a collaborare con la maestra di ballo Ninette de Valois, ex ballerina dei Balletti russi di Sergei Diaghilev. A quel tempo la de Valois insegnava nella sua scuola di danza, l'Accademia di Arte Coreografica, ma aveva contattato Baylis con una proposta di formare una compagnia di balletto di repertorio ed una scuola. 
Così, nel 1931, quando il Sadler's Wells fu riaperto, de Valois fu assegnata alle sale prove del teatro e fondò il Sadler's Wells Ballet School e il Vic-Wells Ballet. La compagnia di danza si esibiva sia nel teatro Sadler's Wells che nell'Old Vic. 
La compagnia cresceva mentre la scuola addestrava nuovi ballerini da unire alla compagnia. 
I primi più importanti ballerini del balletto Vic-Wells erano Alicia Markova e Anton Dolin e il coreografo fondatore era Frederick Ashton, tutti e tre dopo aver lavorato con il Ballet Club di Marie Rambert.
Progettato da F.G.M. Chancellor of Matcham & Co., il nuovo teatro fu inaugurato il 6 gennaio 1931, con una produzione di La dodicesima notte e un cast guidato da Ralph Richardson come Sir Toby Belch e John Gielgud come Malvolio. 
All'inizio della direzione della Baylis del Sadler's Wells, era previsto che i due teatri dovessero offrire ogni programmi di teatro e opera, alternandoli. 
Questo accadde per un breve periodo, ma ben presto divenne chiaro che era non solo impraticabile, ma anche aveva poco senso commercialmente: il dramma era fiorito all'Old Vic, ma era rimasto indietro rispetto all'opera e alla danza popolari presso il Wells. 
Il Vic-Wells Opera Company era il nome della compagnia d'opera che si esibiva al Sadler's Wells. 
Nel 1932 avvengono le prime assolute di Narcissus and Echo di Arthur Bliss e di Ninette de Valois di Edward Elgar diretta da Constant Lambert.
Con la stagione 1933-1934 la compagnia drammatica sotto Tyrone Guthrie incluse una gamma di attori di talento tra cui Charles Laughton, Peggy Ashcroft, Flora Robson, Athene Seyler, Marius Goring e James Mason.

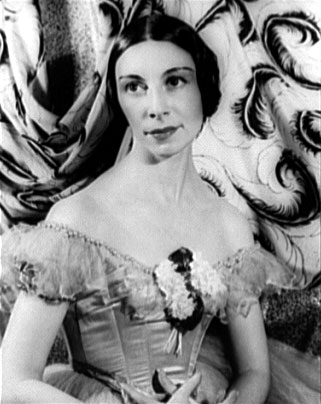
Alicia Markova

Dal 1940, mentre il teatro era chiuso durante la seconda guerra mondiale, la compagnia di danza andò in tour in tutto il paese, e al suo ritorno cambiò il suo nome in Sadler's Wells Ballet. Allo stesso modo, la compagnia d'opera andò in tour e ritornò come Sadler's Wells Opera Company e riaprì il teatro con la prima del Peter Grimes di Benjamin Britten.
Nel 1946, con la riapertura della Royal Opera House al Covent Garden, la compagnia di danza fu invitata a diventare la società residente. De Valois decise che era necessaria una seconda società per continuare gli spettacoli di balletto al Sadler's Wells, e così fu costituita la Sadler's Wells Theatre Ballet, con John Field come direttore artistico. La compagnia Sadler's Wells successivamente si trasferì nel Covent Garden, dove fu incorporato nella licenza del Royal Ballet nel 1956, diventando la Royal Ballet Touring Company. Dopo un certo numero di anni come gruppo itinerante, ritornò al Sadler's Wells nel 1976, diventando Sadler's Wells Royal Ballet. Nel 1987, il Birmingham Hippodrome e il Birmingham City Council invitarono il Sadler's Wells Royal Ballet a trasferirsi a Birmingham. Lo fece nel 1990 cambiando il nome in Birmingham Royal Ballet. Sin dal momento della partenza della compagnia, non c'è più stata una compagnia di balletto residente al Sadler's Wells.

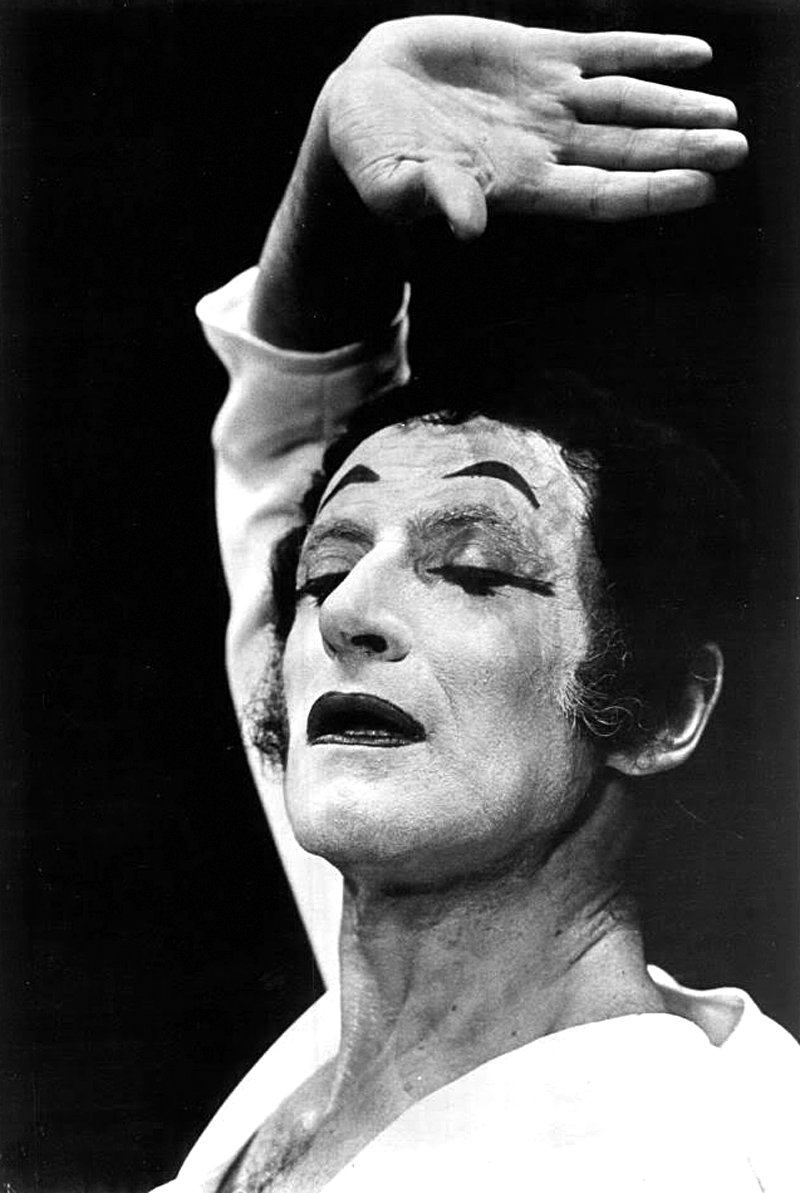
Marcel Marceau - 1971

La compagnia d'opera si spostò fuori dal Sadler's Wells Theatre al London Coliseum nel 1968 e fu poi ribattezzata English National Opera. Il Sadler's Wells Theatre poi divenne una sede provvisoria, sia per le compagnie straniere che per quelle nel Regno Unito alla ricerca di una vetrina metropolitana. Inoltre, il Sadler's Wells, strategicamente vicino ma non proprio all'interno del West End, era visto come il trampolino di lancio ideale per gli artisti fin dall'inizio della loro carriera. Nel corso degli anni 1970 una ricca varietà di attrazioni apparve al Sadler's Wells, riprendendo qualcosa del suo ex eclettismo. Le produzioni variavano dall'opera di Händel al Teatro Nero di Praga, fino al Netherlands Dance Theatre con le sue nudità controverse. Apparvero inoltre in questo periodo Merce Cunningham, Marcel Marceau, il teatro Kabuki, il teatro Danza di Harlem e la Kodo Drummers dal Giappone. Uno svantaggio di un tale programma variegato era che impediva al teatro di avere un'immagine pubblica coerente.
Per breve tempo nel 1980, il teatro fondò la compagnia New Sadler's Wells Opera per eseguire Gilbert e Sullivan e altre operette. La compagnia ebbe un certo successo per alcuni anni e fece diverse buone registrazioni, poi interruppe il suo rapporto con il teatro intorno al 1986 e divenne una compagnia itinerante. Cessò infine l'attività nel 1989.
Le prime esecuzioni dello Swan Lake di Matthew Bourne - che comprendeva in modo univoco un cast interamente maschile di cigni - ebbe luogo nella sede principale nel novembre 1995, prima di intraprendere un tour nel Regno Unito e poi esibendosi nel West End.
Il Lilian Baylis Theatre aprì nel mese di ottobre 1988 e sembrava avrebbe potuto emergere una compagnia teatrale stabile, ma questo fu impedito dalle difficoltà di finanziamento.
Nel 1994 Ian Albery divenne amministratore delegato del Sadler's Wells e presiedette la pianificazione e la ricostruzione finale del teatro. Il 30 giugno del 1996, venne dato l'ultimo spettacolo nel vecchio teatro prima che le ruspe si muovessro. Il giorno di San Valentino, nel febbraio successivo, ebbe luogo una cerimonia insolita quando Albery seppellì una capsula del tempo sotto il centro della platea del nuovo edificio.

### Sesto teatro

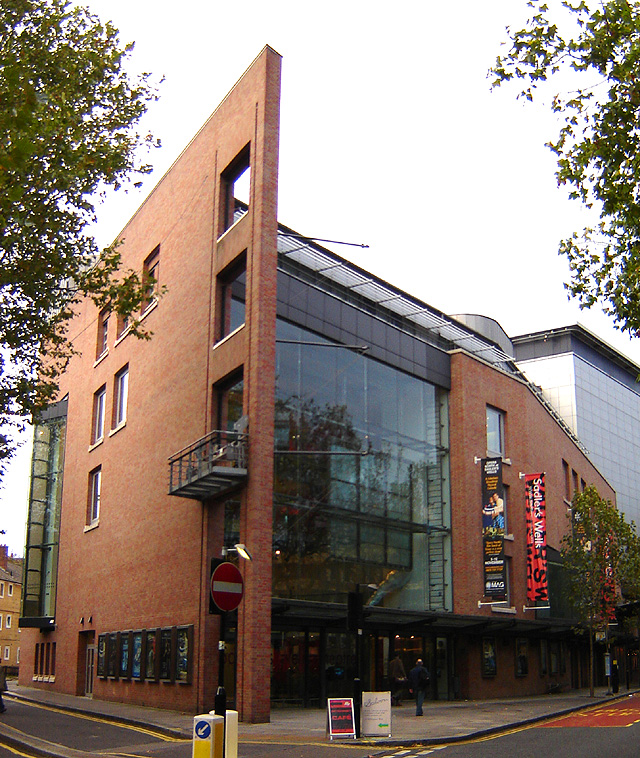
Finsbury Sadler's Wells

L'attuale teatro fu inaugurato il 11 ottobre 1998 con una rappresentazione di Iolanthe della Rambert Dance Company con le scene disegnate da Derek Jarman e Laurence Bennett. Il progetto di 54 milioni di sterline fu uno dei primi progetti a ricevere finanziamenti dal National Lottery - che contribuì con 42 milioni di sterline. Il nuovo progetto aveva un palcoscenico che era più ampio e profondo e in grado di ospitare compagnie e produzioni molto più grandi di quello che aveva sostituito. Un nuovo disegno dell'auditorio ospitava più posti a sedere. Un'estensione al lato dell'edificio permise una nuova biglietteria e i nuovi foyer, che raggiungevano l'intera altezza del teatro, consentivano un più facile accesso del pubblico a tutti i livelli, inclusi bar, caffè e spazi espositivi. Oltre alla sala principale di 1.500 posti, Sadler's Wells aveva anche una base presso il Peacock Theatre vicino al Aldwych nel centro di Londra. Il Sadler's Wells ricostruito mantiene l'elenco di II grado applicato agli ex teatro nel 1950. Esso conserva inoltre l'accesso ai resti dei pozzi storici che si trovano ancora sotto il teatro. L'architetto era dell'Aedas RHWL, il consulente acustico era Arup Acoustics.
Nel 2001, il Sadler's Wells entrò in collaborazione con il direttore delle Random Dance, Wayne McGregor. La pièce 10th anniversary Nemesis fu eseguita fino al 2001.
Albery lasciò l'incarico di capo esecutivo nel mese di ottobre 2002, sostituito da Jean Luc Choplin, che aveva recentemente lavorato per Disneyland a Parigi e Los Angeles e, contemporaneamente, con Rudol'f Nureev come amministratore delegato del Balletto dell'Opera di Parigi. Anche se il suo contratto durava fino al 2007, nel gennaio 2004 Choplin annunciò che avrebbe accettato un incarico al Théâtre du Châtelet di Parigi nel 2006 e lasciò poco dopo.
Sotto la direzione artistica di Alistair Spalding dal 2004, il Sadler's Wells si sviluppò sino a diventare sia una casa di produzione che una casa di ricezione, in grado di ospitare spettacoli di compagnie esterne in visita dal Regno Unito e da tutto il mondo. Nel 2013 Sadler's Wells Dance House, un libro di Sarah Crompton (capo redattore Artistico del Daily Telegraph) fu pubblicato da Oberon Books. Esso copre il periodo 2005-2013 nella storia del teatro.
Per riflettere questo nuovo spirito, nel 2005 Spalding annunciò cinque artisti associati, creando le opportunità per loro di lavorare uno accanto all'altro e insieme agli altri collaboratori nello sviluppo di nuovi lavori. I cinque artisti originariamente erano BalletBoyz Michael Nunn e William Trevitt, New Adventures di Matthew Bourne, Akram Khan, Jonzi D e Wayne McGregor. Furono annunciati ulteriori undici artisti, portando il totale degli Associati a sedici: Russell Maliphant (2005), Sylvie Guillem (2006), Jasmin Vardimon (2006), Christopher Wheeldon (2007), Sidi Larbi Cherkaoui (2008), Hofesh Shechter (2008), Michael Hulls (2010), Kate Prince (2010), Nitin Sawhney (2010), Michael Keegan-Dolan (2012) e Crystal Pite (2013).
Breakin' Convention, il Festival Internazionale di teatro danza hip hop è stato prodotto annualmente dal Sadler's Wells dal 2004.
Zero gradi, una collaborazione tra artisti di danza Akram Khan e Sidi Larbi Cherkaoui, l'artista visivo Antony Gormley e il compositore Nitin Sawhney e PUSH, un programma di lavoro fatto da Russell Maliphant per se stesso e Sylvie Guillem, sono due delle produzioni premiate che emergono dal nuovo Sadler's Wells.
Nel marzo 2009, il Sadler's Wells ha lanciato la Global Dance Contest - un concorso online per trovare nuovi talenti di danza provenienti da tutto il mondo. Il concorso avrà una durata di quattro anni, con un vincitore che riceverà un premio in denaro e la possibilità di esibirsi ai Campionati del Sadler's Wells, il week-end del saggio che ogni gennaio mette in mostra la vasta gamma di balli che saranno visti per tutto l'anno a teatro. Il primo vincitore è stato Shu-Yi Chou, coreografo di 26 anni, da Taiwan. Il suo lavoro [1875] Ravel e Bolero è stato eseguito al Sadler's Wells il 30 e 31 gennaio 2010. Residente nel Regno Unito, James Wilton ha vinto il concorso nel 2011 con Il Giorno più Corto. Nel 2012 il coreografo britannico con sede in Svizzera Ihsan Rustem è stato il vincitore con Stato della materia.

## Archivi
Il Centro Islington Local History mantiene l'archivio del Sadler's Wells Theatre, con materiale a partire dal 1712 in avanti.